# Sebastián Lelio
Sebastián Lelio Watt  (8. března 1974 Mendoza) je chilský filmový režisér, scenárista a producent. V počátcích své kariéry vystupoval pod jménem svého adoptivního otce jako Sebastián Campos.

## Život
Narodil se v Argentině chilské matce a argentinskému otci, od dvou let žil v Chile ve Viña del Mar a Concepciónu, část dětských let prožil i v USA. Začal studoval žurnalistiku, v roce 1994 přešel na filmový obor univerzity UARCIS v Santiagu a o rok později natočil svůj první film. Spolupracoval se scenáristkou Marialy Rivasovou, ve své tvorbě využívá technologii Digital Cinema. Po dokončení studia natáčel hudební klipy a podílel se na dokumentárním seriálu Mi mundo privado, v roce 2005 dokončil svůj první celovečerní film La Sagrada Familia, za který získal cenu Altazor. Za film Gloria mu byla udělena Cena Pedra Sienny a Premio Platino, představitelka titulní role Paulina Garcíová byla na Berlinale vyhlášena nejlepší herečkou.
Psychologické drama s transgenderovou tematikou Fantastická žena se stalo v roce 2018 prvním chilským dílem, které získalo cenu Oscar za nejlepší cizojazyčný film. Za tento film byl Leliovi také udělen Independent Spirit Awards v kategorii zahraničních filmů, Mediální cena GLAAD, Cena Ariel a Stříbrný medvěd za nejlepší scénář na Berlinale.
Sebastián Lelio žije v Berlíně a provozuje latinskoamerickou restauraci v Kreuzbergu. Jeho zálibou jsou šachy.

## Filmografie
- 1995 4 (krátkometrážní)
- 2000 Smog (krátkometrážní)
- 2002 Fragmentos urbanos (krátkometrážní)
- 2002 Ciudad de maravillas (krátkometrážní)
- 2003 Carga vital (krátkometrážní)
- 2003 Cero (dokumentární)
- 2005 La Sagrada familia
- 2009 Navidad
- 2011 El Año del tigre
- 2013 Gloria
- 2017 Fantastická žena
- 2017 Neposlušnost
- 2018 Gloria Bell
- 2020 Algoritmo (krátkometrážní)
- 2022 The Wonder